# Karl Bohmann
Karl Bohmann (* 3. Juni 1909 in Wien; † 2. April 1999 in Berndorf) war ein österreichischer Motorradrennfahrer.
Bohmann begann im Jahr 1928 mit dem Motorrad-Rennsport. In den 1930er-Jahren trat er bei zahlreichen Bahn- und Bergrennen. 1932 kam Karl Bohmann beim Großen Preis von Ungarn in der 175-cm³-Klasse auf einem Eigenbau mit britischem J.A.P.-Einbaumotor auf den ersten Platz. Den ersten Platz in dieser Klasse belegte er ebenfalls 1932 in der Österreichischen Tourist Trophy in Wolkersdorf im Weinviertel. 1933 und 1934 gewann er in der 250-cm³-Klasse das Bahnrennen in Graz und 1935 in Wien-Krieau. Er wurde am Meidlinger Friedhof bestattet.

## Erfolge
1928:
- Skikjöring Spital am Semmering: 1. Preis (beste Zeit des Tages)
- Bahnrennen Ischl: 1. Preis

1929:
- Skikjöring Spital am Semmering: 2. Preis
- Skikjöring Mariazell: 2. Preis
- Bahnrennen Baden: 2. Preis (2 Mal)
- Bahnrennen Linz: 1. Preis (3 Mal)
- Bahnrennen Salzburg: 1. Preis
- Bahnrennen Baden: 1. Preis
- Zirlerbergrennen: 1. Preis, Klassenrekord

1930:
- Kilometer-Lancé: 1. Preis
- Kilometer-Lancé Rekordversuch: nationaler Rekord (Neunkirchner Allee)
- Bahnrennen St. Veit: 2. Preis
- Österreichische Tourist Trophy: 3. Preis
- Bahnrennen Wien: 1. Preis, 2. Preis
- Großer Preis von Österreich: 2. Preis
- Rundrennen Schönborn: 1. Preis
- Zirlerberg-Rennen: 1. Preis, neuer Klassenrekord

1931:
- Großer Preis von Ungarn: 2. Preis
- Bahnrennen St. Pölten: 1. Preis, 2. Preis
- Bahnrennen Baden: 2. Preis
- Seiberer Bergrennen: 1. Preis, neuer Klassenrekord
- Bahnrennen Ried: 2. Preis
- Dirt-Track Beuthen: 2. Preis
- Bahnrennen Wien: 1. Preis

1932:
- Kilometer Rekordversuch: 1. Preis, nationaler Rekord
- Österreichische Tourist Trophy: 1. Preis
- Großer Preis von Ungarn: 1. Preis
- Bahnrennen Salzburg: 2. Preis
- Bahnrennen St. Pölten: 1. Preis
- Gaisbergrennen: 2. Preis
- Dirt-Track Wien: 2. Preis (2 Mal)